# 629 Бернардина
629 Бернардина (енгл. 629 Bernardina) је астероид главног астероидног појаса. Приближан пречник астероида је 30,1 ,
а средња удаљеност астероида од Сунца износи 3,147 астрономских јединица (АЈ).
Инклинација (нагиб) орбите у односу на раван еклиптике је 9,250 степени, а орбитални период износи 2039,882 дана (5,584 година). Ексцентрицитет орбите астероида износи 0,154.
Апсолутна магнитуда астероида износи 9,9 а геометријски албедо 0,214.
Астероид је откривен 7. марта 1907. године.